# Walfangstation auf Griffiths Island

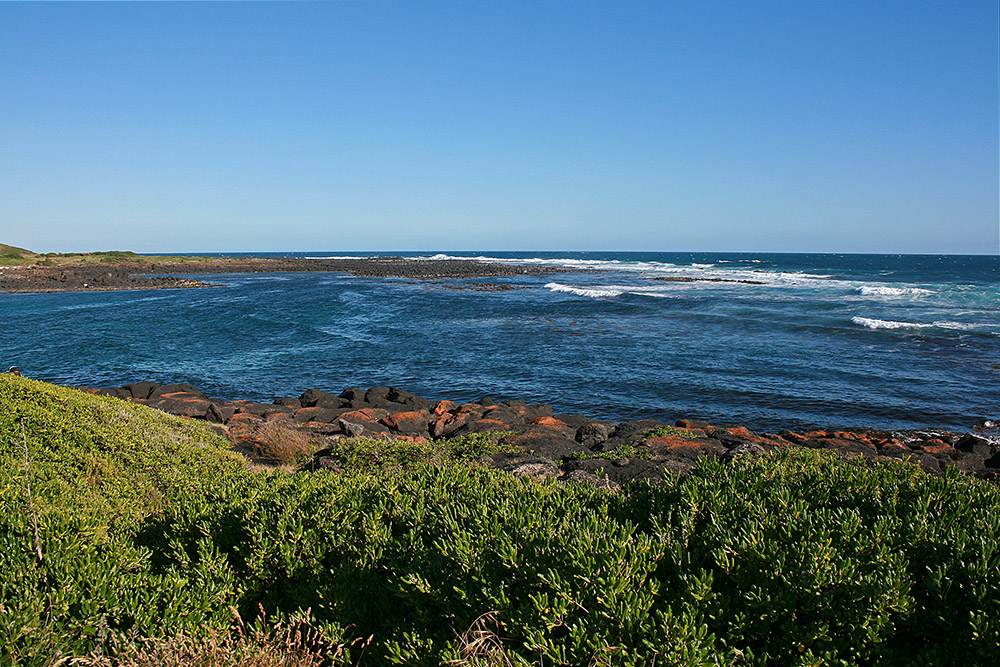
Die Mündung des Moyne River, links oben ist der westliche Teil von Griffiths Island erkennbar

Die Walfangstation auf Griffiths Island lag auf der damaligen Insel Rabbit Island, südlich von Port Fairy in Victoria in Australien. Rabbit Island ist inzwischen durch Sandanschwemmungen ein Teil von Griffiths Island geworden.
Die Walfangstation wurde in den 1830er Jahren aufgebaut und bis in 1843 betrieben. Sie ist eine von mehreren Landstationen, die dem Walfang in Australien dienten und besondere Bedeutung für die weitere Entwicklung der Kolonisation Australiens hatte.

## Name
Namensgebend für die Insel war John Griffith, ein Unternehmer und Händler aus Tasmanien, der neben Walfang auch weitere Unternehmen betrieb. Er baute nicht nur die Walfangstation auf Griffiths Island, sondern dort ein Haus und legte einen Garten an.

## Griffiths Island
Die kleine, flache Insel, die vor Port Fairy in der Bass Strait liegt, ist ungefähr 1,5 Kilometer lang und an der breitesten Stelle misst sie 0,8 Kilometer. Ursprünglich bestand Griffiths Island aus drei Inseln, Goat, Rabbit und Griffiths Island. Diese drei Inseln hatten sich seit der europäischen Kolonisation durch Sandanschwemmung und -ablagerung aus natürlichen und menschlichen Einflüssen zu einer Insel gefügt.

## Walfangstation
Der erste Europäer, der in die Nähe der Insel kam, war der norwegische Waljäger Kapitän James Weishart im Jahr 1828, der sich dort mit dem kleinen Boot namens Fairy auf der Suche nach Jagdgründen von Walen und Robben befand. Dabei geriet er in einem Sturm und suchte Schutz in der Port Fairy Bay.
Mitte der 1830er Jahre nutzten Europäer das Inselgelände als Walfangstation, die sich, wie in historischen Plänen dokumentiert, im Eigentum von „Messrs Connolly & Co“ befand und später von „Mr John Griffiths“. Die Landstation des Walfangs befand sich an der östlichen Spitze von Rabbit Island. Von den alten Gebäuden der Walfangstation gibt es Belege auf kartografischen Unterlagen. Der Walfang wurde um 1843 unwirtschaftlich und beendet, die Gebäude sich selbst überlassen.
Die aus Holz bestehenden Baulichkeiten wurden von Flora Rachel Wallace Dunlop ab 1854 als Missionsstation von jungen Aborigines wieder verwendet. Die Gebäude der Walfangstation zerfielen erst nach der Zeit von Dunlop, nachdem sie die Insel wieder verlassen hatte.
Auf der Insel wurden in den 1840er Jahren hochseefähige Transportschiffe gebaut, wie beispielsweise die The Brothers 1847.
Heute ist die unbewohnte Insel ein touristisches Ziel und über einen Dammweg fußläufig von Port Fairy aus erreichbar.

## Denkmalschutz
Die gesamte Insel wurde im Jahr 27. Juli 1982 unter Denkmalschutz gestellt und dies 2017 aktualisiert. In der Begründung zum besonderen Schutz der Insel wird neben anderen Aspekten, auf die Bedeutung historischer Spuren für Walfangstationen hingewiesen, die es zu sichern gilt.